# 提姆·斯溫森
提姆·斯溫森（英語：Tim Swinson；1987年2月17日—）是一位蘇格蘭橄欖球運動員。他是蘇格蘭國家橄欖球隊的一員，代表蘇格蘭參加了2015年世界盃橄欖球賽。